# Никола-Немощенка
Никола-Немощенка — деревня в Смоленской области России, в Холм-Жирковском районе. Постоянного населения не имеет. Расположена в северной части области в 10 км к северо-востоку от Холм-Жирковского, на левом берегу реки Днепр.
Входит в состав Болышевского сельского поселения.

## История
По преданию, на месте деревни находился монастырь с иконой Николая Чудотворца, откуда произошло начало названия деревни. Окончание название получило от имени реки Немощенка, протекающей в 0,5 км к западу.

## Достопримечательности
- Городище на южной окраине деревни на правом берегу р. Днепр. Использовалось днепро-двинскими и мощинскими племенами со 2-й половины 1-го тысячелетия до н.э. до V-VI века. В XII – XIV веках на остатках городища древнерусским населением было возведено укрепление.
- Неолитическая стоянка IV –II тысячелетия до н.э. неподалёку от городища.